# Крутилів
Крути́лів — село в Україні, у Гримайлівській селищній громаді Чортківського району Тернопільської області.
До Крутилова приєднано хутір Кринцілів.

## Географія
Розташоване на річці Збруч, на північному сході району.

## Історія
Поблизу Крутилова виявлено археологічні пам'ятки трипільської і давньоруської культур.
До 2020 підпорядковане Калагарівській сільраді.
12 червня 2020 року, відповідно до розпорядження Кабінету Міністрів України № 724-р «Про визначення адміністративних центрів та затвердження територій територіальних громад Тернопільської області» увійшло до складу Гримайлівської селищної громади.
19 липня 2020 року, в результаті адміністративно-територіальної реформи та ліквідації Гусятинського району, село увійшло до складу новоутвореного Чортківського району.

## Населення
Населення становить — 39 осіб на 2003 рік.

## Символіка
Затверджена 23 жовтня 2020р. рішенням №1303 XLII сесії сільської ради VII скликання. Автори - В.М.Напиткін, С.В.Ткачов, К.М.Богатов.

### Герб
У зеленому полі з срібною облямівкою, розімкненою вгорі, коло з дев'яти срібних каменів. Щит вписаний в золотий декоративний картуш і увінчаний золотою сільською короною. Унизу картуша напис "КРУТИЛІВ".
Герб означає капище давніх слов'ян, що знаходилося в лісах біля села, і традиційне ремесло – випалювання вапна. Срібна облямівка - закрут Збруча, від якого походить назва села.

### Прапор
На квадратному зеленому полотнищі з білою облямівкою на бічних і нижньому пругах, шириною в 1/10 від ширини прапора, коло з дев'яти білих каменів.

## Пам'ятки
Поблизу хутора Крінцілів є «пуща відлюдника» з капличкою, що є одним з осередків зеленого туризму на Тернопільщині.
Збережена давня традиція випалювати вапно у ямах-вапнярках.
Також на південь від села є давнє городище-святилище Звенигород, яке входило до Збручанського культового центру.

## Природоохоронні території
Село межує з національним природним парком «Подільські Товтри».
За 1,5 км на південний захід від села є геологічна пам'ятка природи загальнодержавного значення печера Перлина.

## Відомі люди

### Народилися
- Петро Бабій — Герой Соціалістичної Праці.

## Галерея

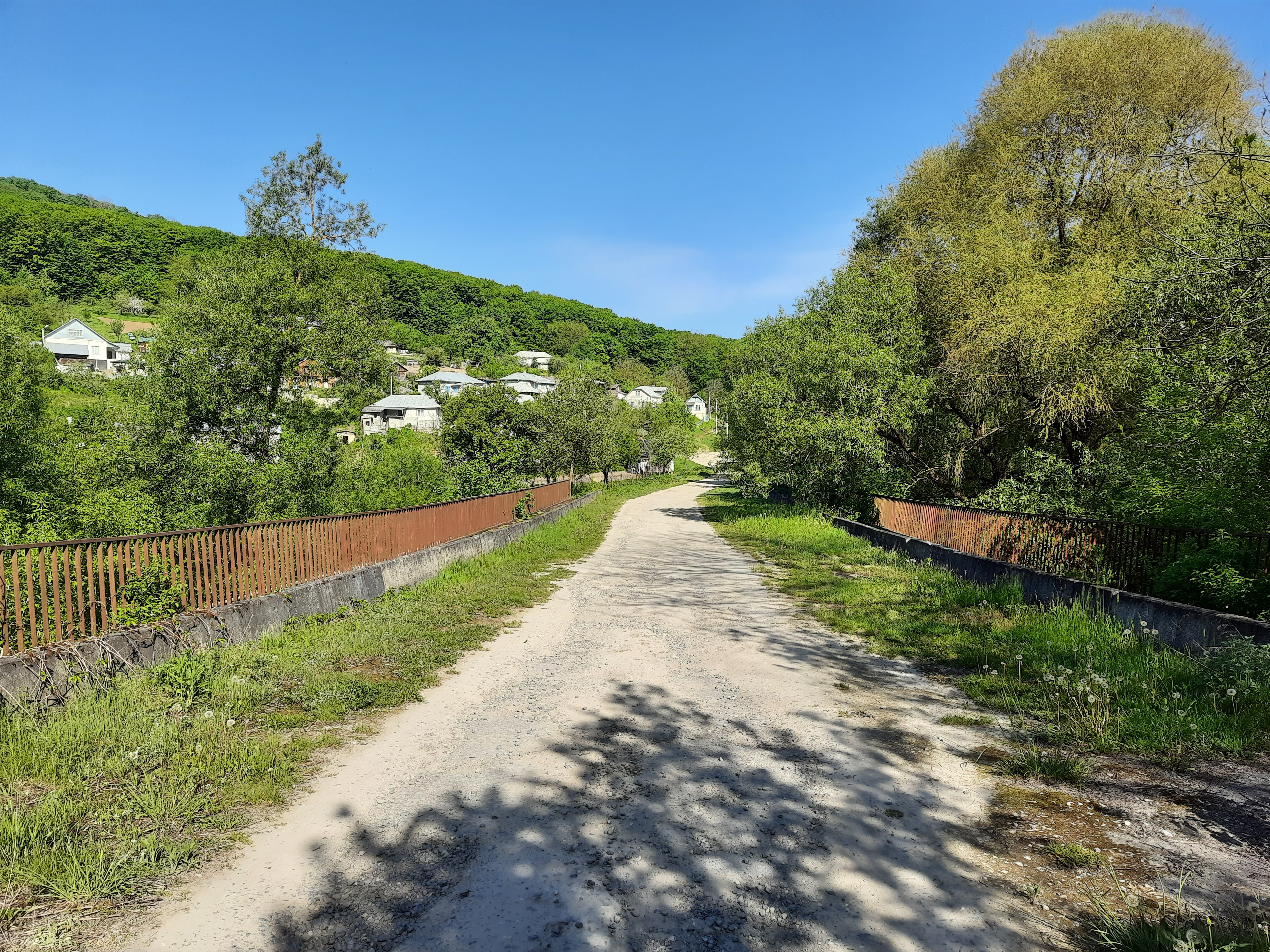
В'їзд у село з боку Хмельниччини
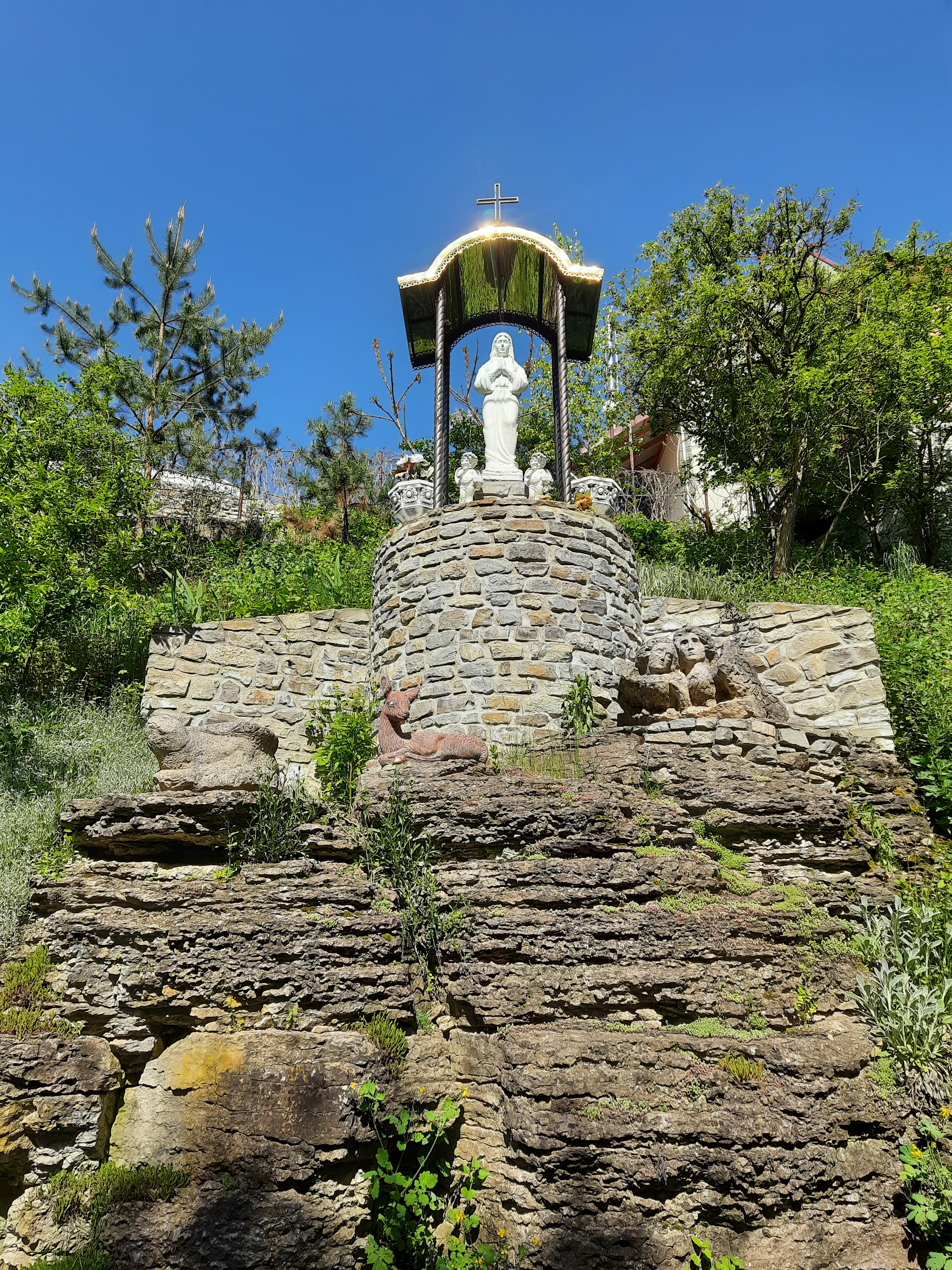
Статуя Божої Матері
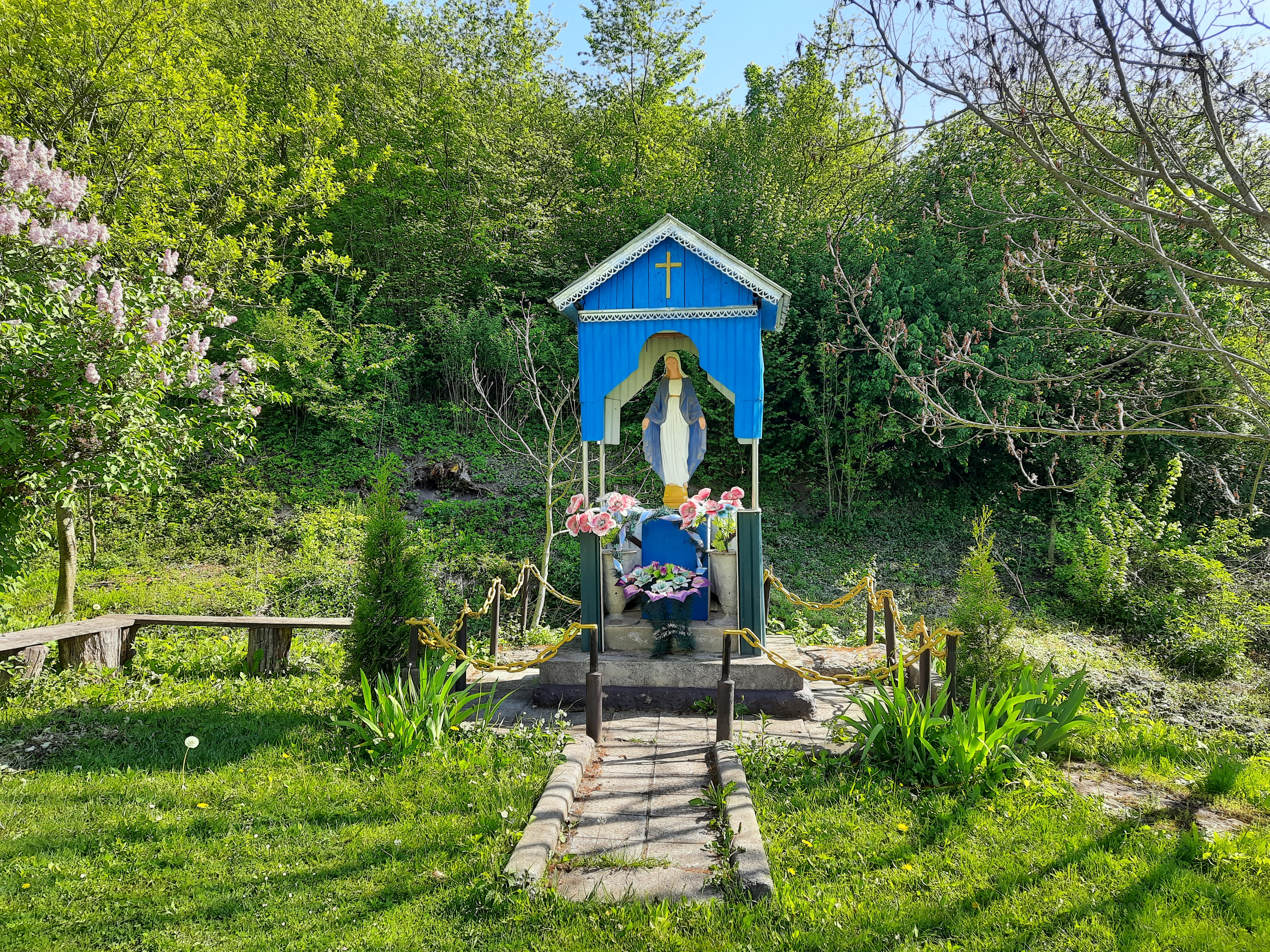
Статуя Божої Матері
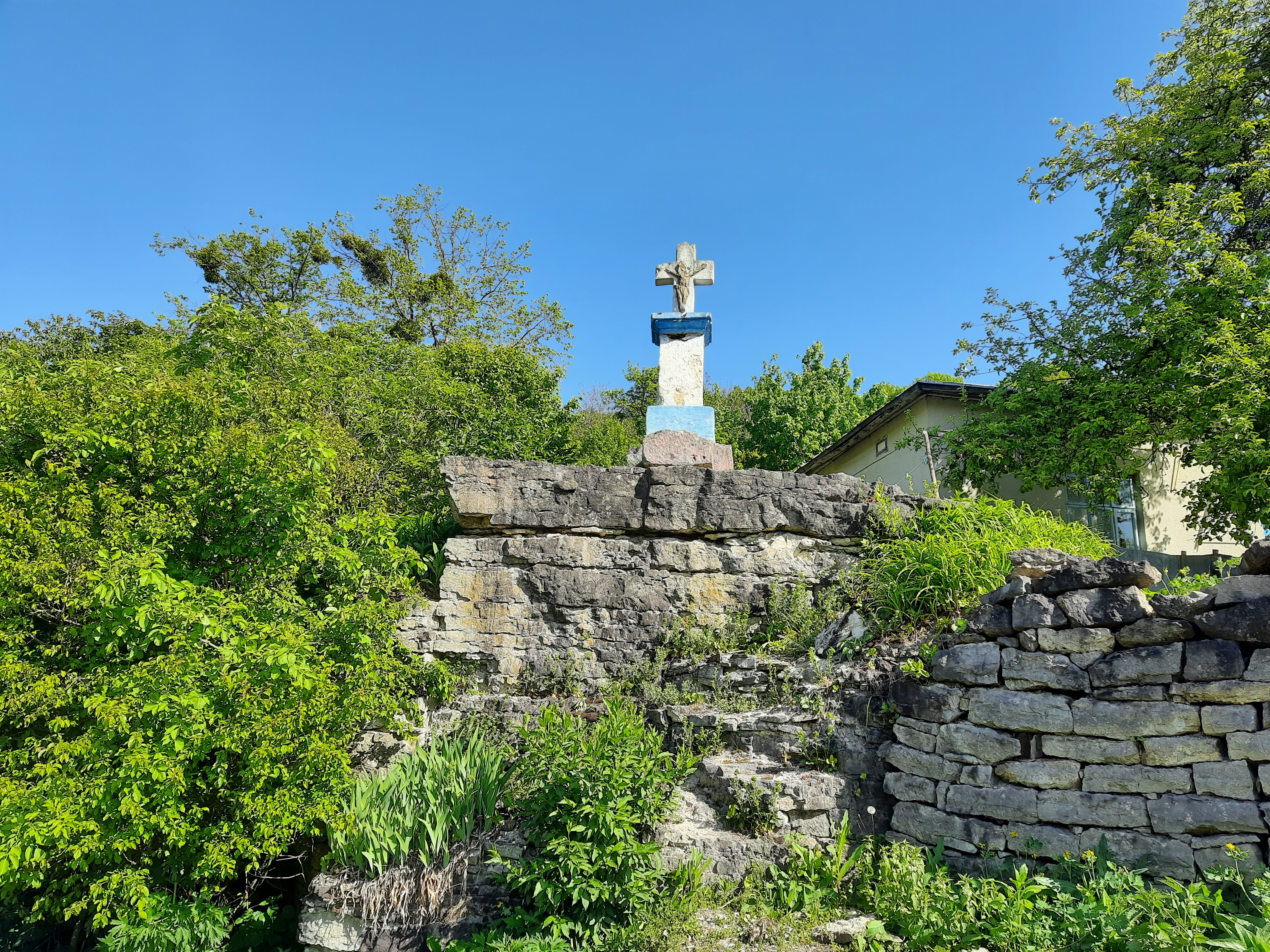
Пам'ятний хрест
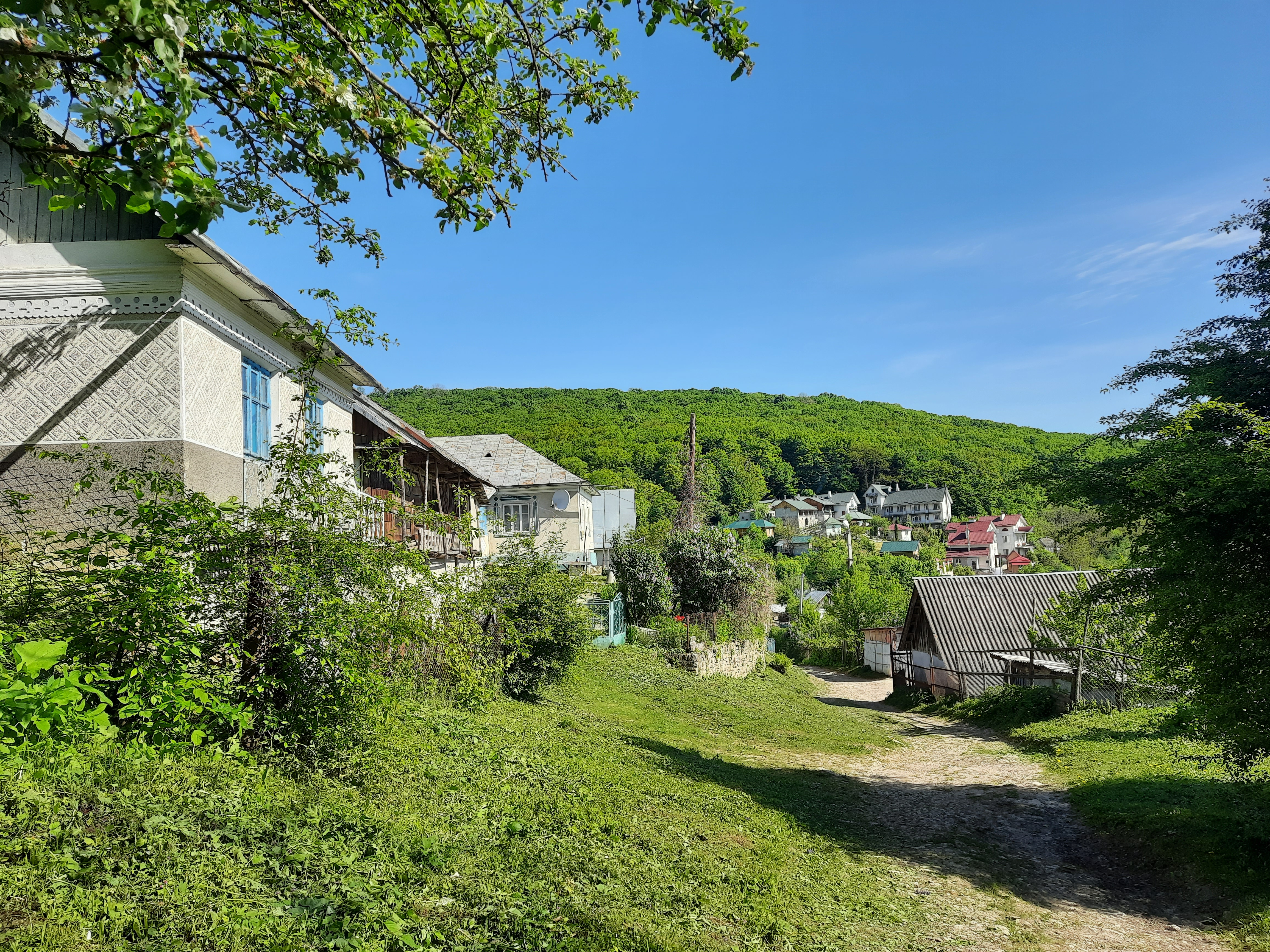
Сільська вулиця
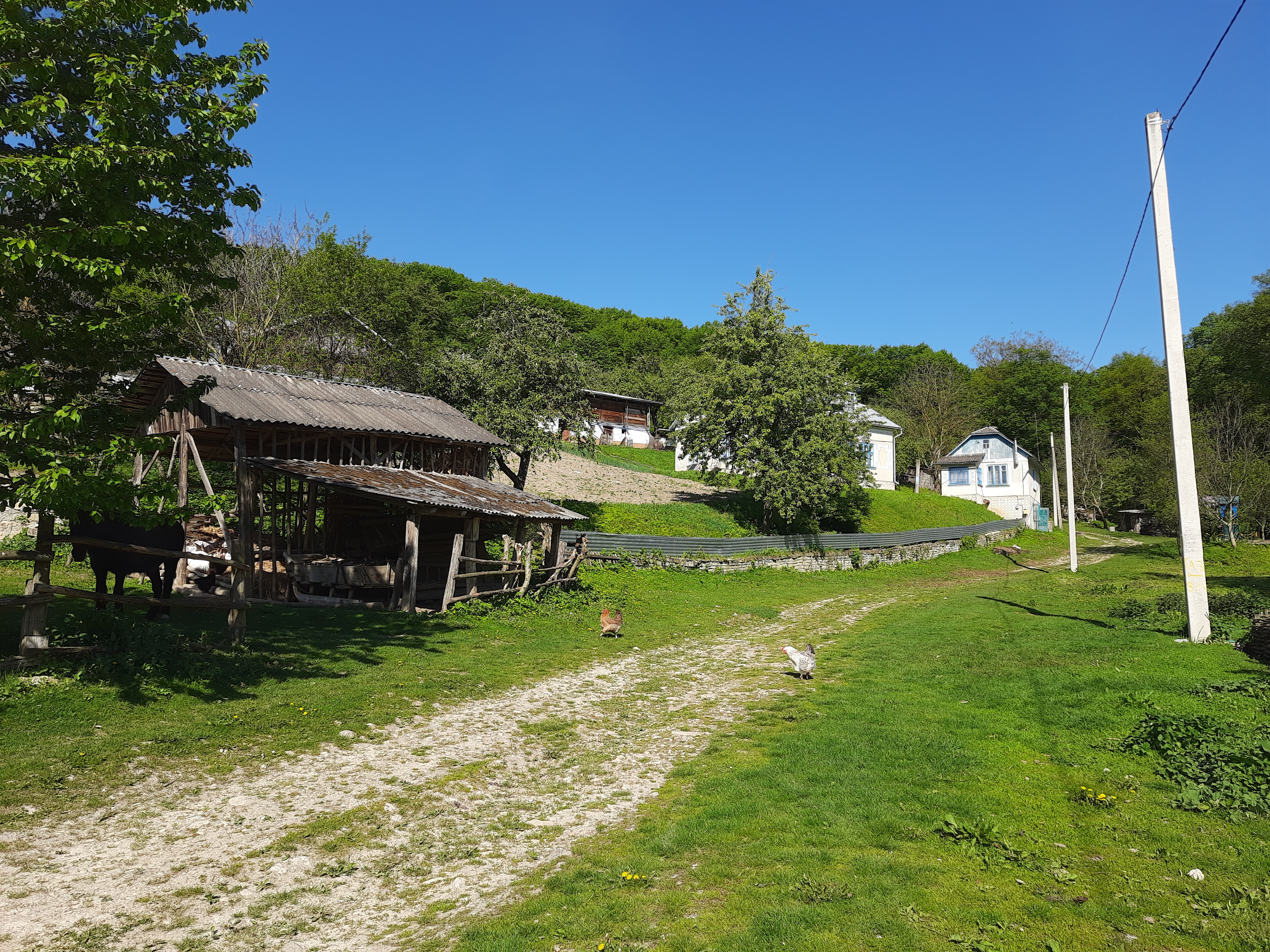
Сільський пейзаж
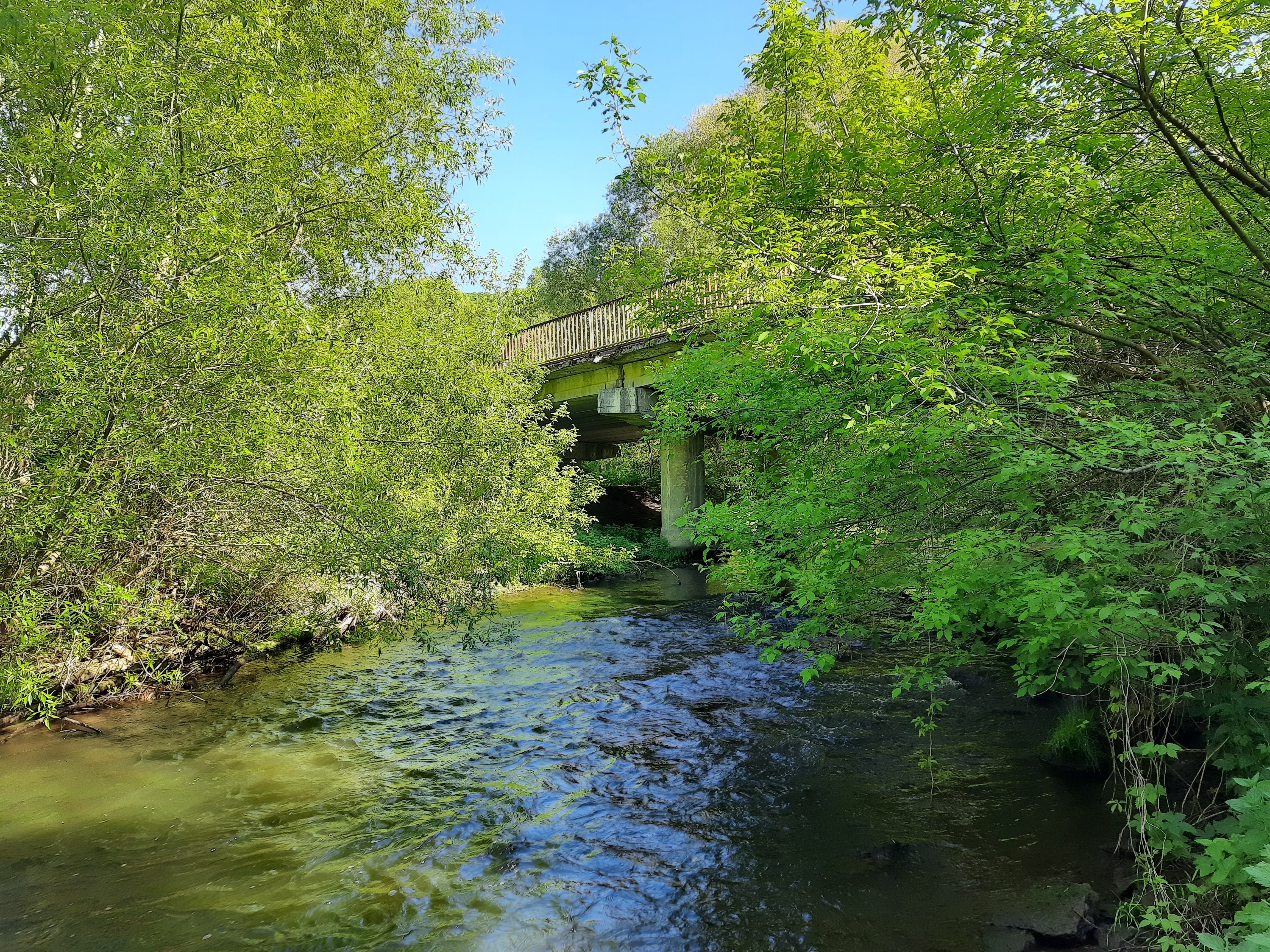
Збруч біля села
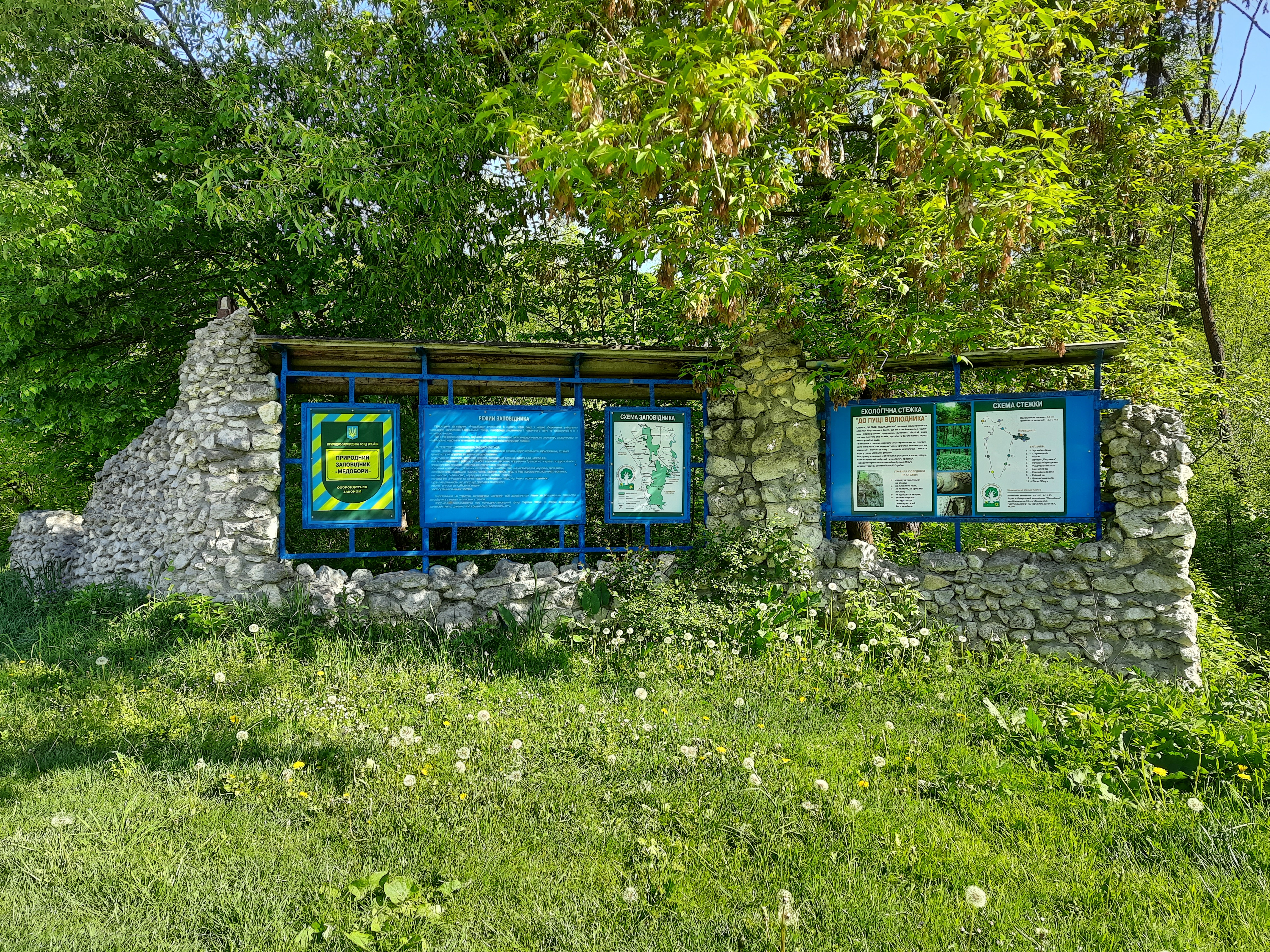
Заповідник "Медобори"
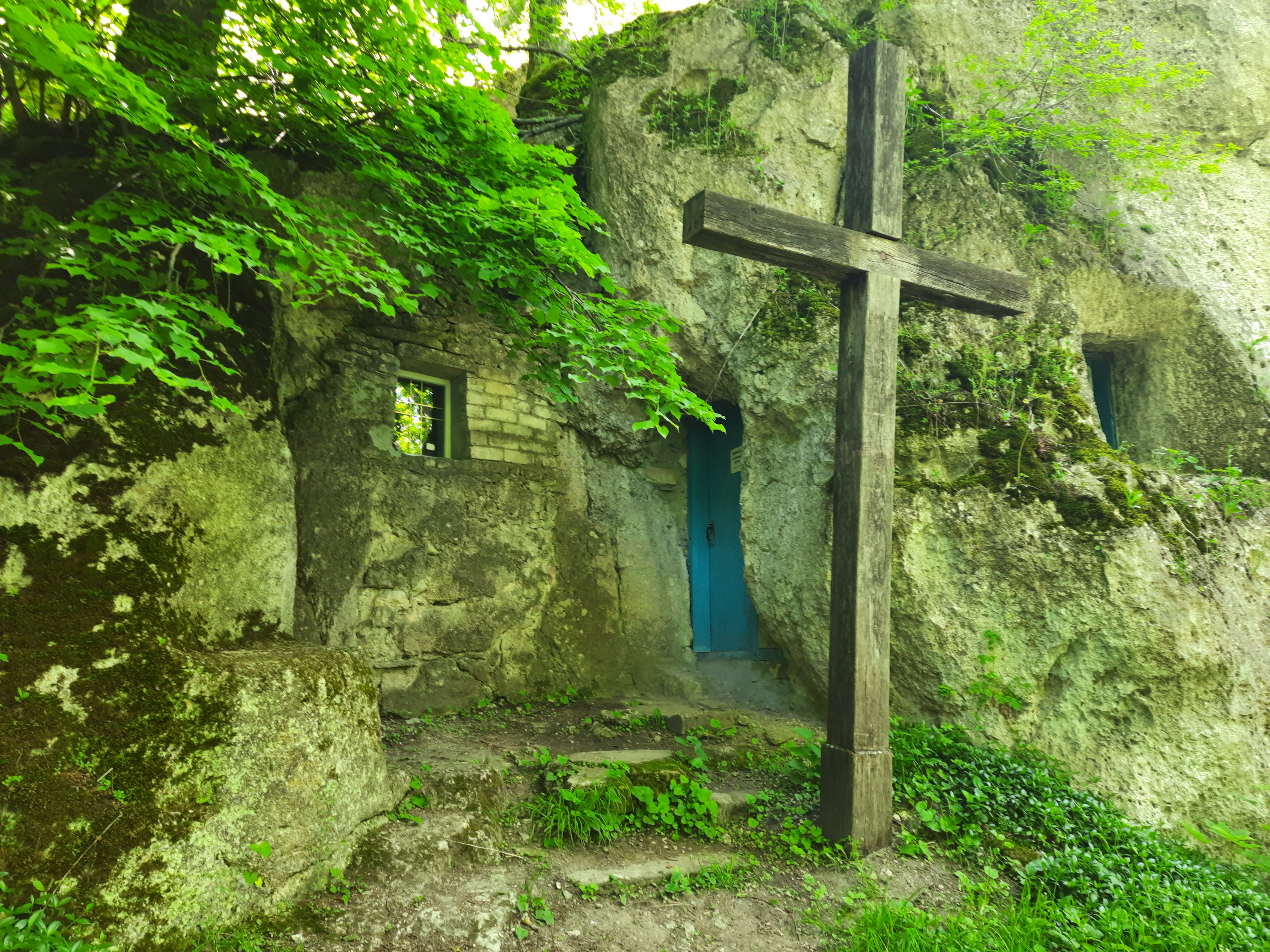
Печера відлюдника
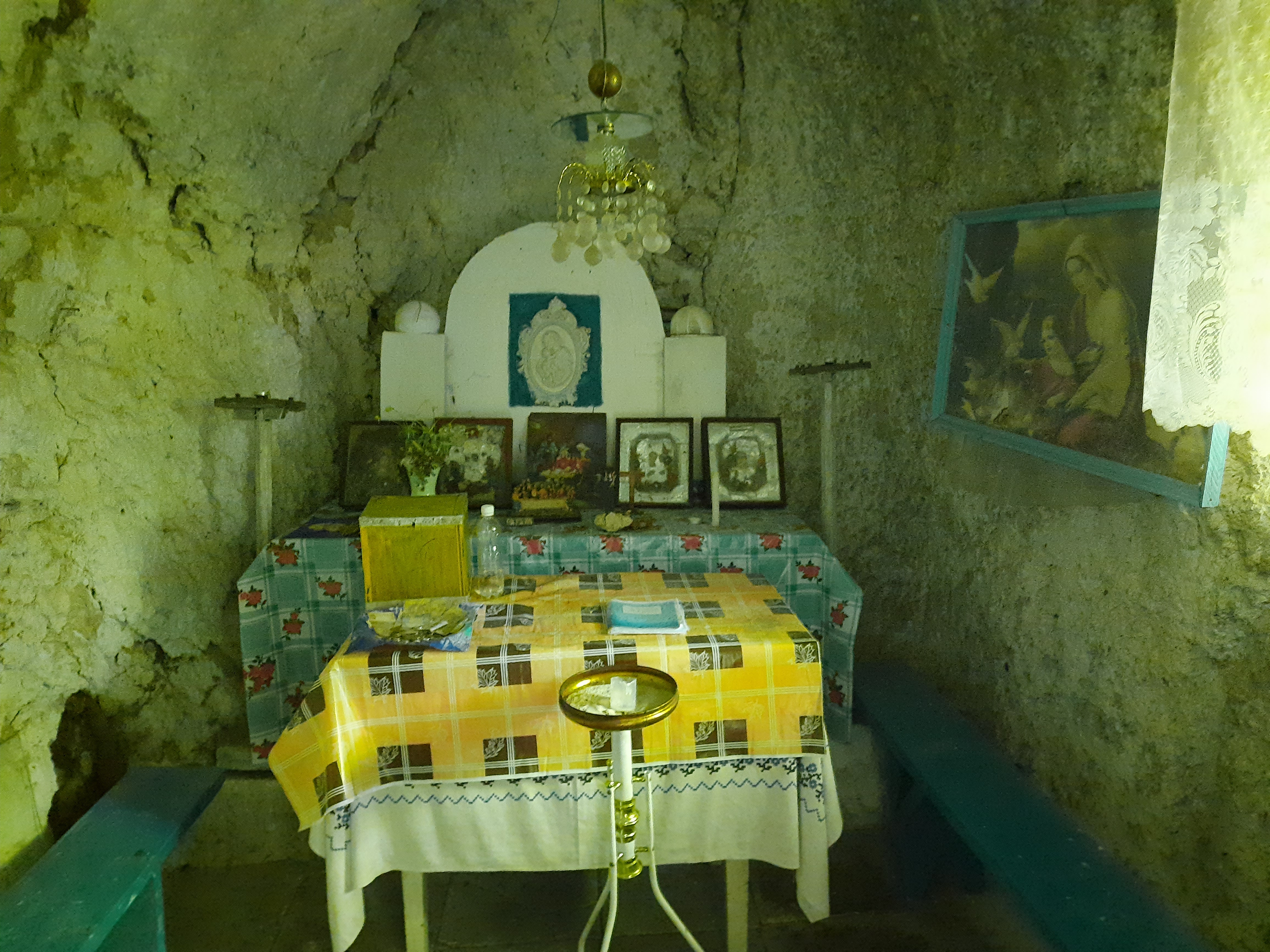
Печера відлюдника